# Wanderer W245
La Wanderer W245 è un'autovettura di fascia medio-alta prodotta dalla Casa tedesca Wanderer dal 1935 al 1938, se si contano anche le sue dirette evoluzioni commercializzate come W250, W45, W50 e W51.

## Caratteristiche
Destinata a sostituire la W11, ormai non più in listino dal 1933, la W245 fu il capostipite di questa famiglia di modelli, famiglia che in realtà va ad includere anche la W22 e i due modelli da essa derivati (W40 e W240). Rispetto a questi ultimi, la W245 propose un motore dalla cilindrata maggiorata a 2257 cm³, motore che comunque mantenne le consuete caratteristiche, ossia la distribuzione ad asse a camme laterale con valvole in testa e l'alimentazione mediante carburatore Solex. La potenza massima erogata fu di 50 CV a 3300 giri/min, sufficienti per spingere la vettura ad una velocità massima di 105 km/h. Come la contemporanea W240, anche la W245 montava un cambio manuale a 4 marce.
La vettura sfruttava lo stesso telaio a longheroni e traverse della W240 ed anche gli schemi delle sospensioni erano gli stessi, vale a dire con avantreno ad assale rigido e retrotreno ad assale oscillante. Stesso discorso per l'impianto frenante a 4 tamburi e di tipo idraulico anziché meccanico. L'impianto frenante, come quello del modello di cilindrata minore, era della ATE, su licenza Lockheed.
La W245 fu proposta in due varianti di carrozzeria, berlina e torpedo. Parallelamente alla W245, poco dopo il suo lancio, fu introdotta anche la W250, che differiva dalla prima per il passo allungato da 3 a 3.15 metri. In questo caso, le carrozzerie disponibili furono tre: limousine a 4 posti, limousine a 6 posti (o pullman-limousine) e cabriolet. Motore, telaio e meccanica rimasero invariate.
Nel settembre del 1936 la W245 e la W250 vennero sostituite rispettivamente dalla W45 e dalla W50, che differirono dai modelli precedenti per il motore, portato da 50 a 55 CV, e per il nuovo avantreno a ruote indipendenti con doppi bracci trasversali.
Contemporaneamente venne introdotta anche la W51 Spezial, un modello che condivise la stessa meccanica degli altri due in listino, ma con nuove carrozzerie limousine e cabriolet differenti da quelle previste per la W45 e la W50.
I tre modelli così introdotti rimasero in listino per i successivi due anni, fino al 1938, anno in cui vennero tutti cancellati a favore dei modelli W23 e W26.